# USS Kansas (BB-21)
«Канзас (BB-21)» (англ.  USS Kansas(BB-21)) — четвертый эскадренный броненосцы типа «Коннектикут».
Эскадренный броненосец ВМС США «Канзас», был вторым кораблем названным в честь штата Канзас и 21-м броненосцем 1-го ранга в составе американского флота.
Киль корабля был заложен 12 августа 1905 года, спущен на воду 12 августа 1905, Вступил в строй 18 апреля 1907, списан 16 декабря 1921 г.

## Первая мировая война

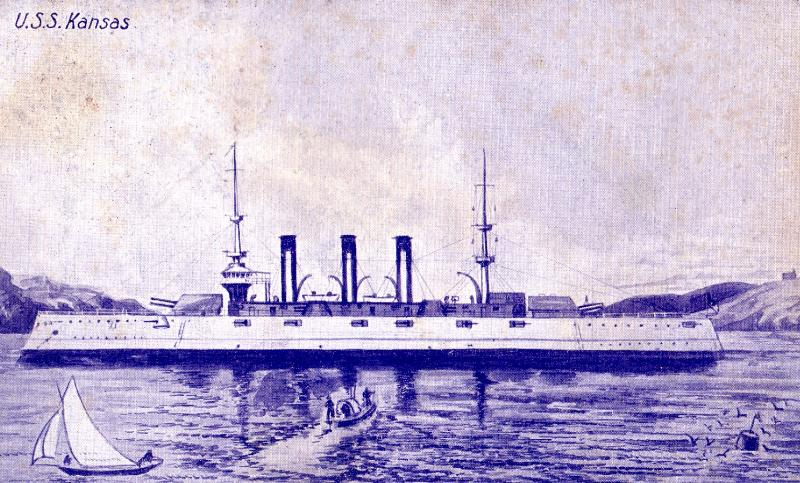
1908 открытка с изображением корабля

Когда Соединенные Штаты вступили в Первую мировую войну 6 апреля 1917 года Канзас  все еще был на Филадельфийской верфи. 10 июля броненосец прибыл из Филадельфии и вошел в состав 4-го подразделения линейных кораблей. До конца войны находился в Чесапикском заливе и использовался в качестве учебного корабля, иногда совершая учебные круизы в Нью-Йорк.

## Послевоенная судьба
После заключения перемирия в Первой мировой войне Канзас совершил пять походов в Брест, Франция, перевозя ветеранов домой. С 29 июня 1919 по 17 мая 1920 он был перестроен на Филадельфийской военной верфи. Три дня спустя корабль достиг Аннаполиса, где она загрузил курсантов и 5 июня отправился в учебный поход на Тихий океан. Пройдя Панамский канал, посетил Гонолулу, Сиэтл, Сан-Франциско, и  штат Калифорния. 11 августа Канзас отбыл из Сан-Педро, прошел Панамский канал и посетила залив Гуантанамо, 2 сентября возвратился в Аннаполис. Канзас стал флагманом контр-адмирала Чарльза Ф. Хьюза, Командующего 4-м флотом и будущим начальником штаба ВМС. Корабль прибыл на Бермудские острова 27 сентября. Броненосец посетил Принц Уэльский Эдвард 2 октября.
4 октября Канзас пересек Панамский канал и отправился в Самоа. 11 ноября он прибыл в Паго-Паго, Самоа. После посещения гавайских островов корабль прошел Панамский канал, совершил плавание в Карибском море и 7 марта 1921 прибыл в Филадельфию. С 4 июня по 28 июня Канзас с курсантами на борту в сопровождении трех линкоров совершил поход из Аннаполиса, посетив Лиссабон, Гибралтар и залив Гуантанамо.
С 3-19 сентября посетил  Нью-Йорк. 20 сентября Канзас прибыл на Филадельфийскую военную верфь где был списан 16 декабря. Его имя было вычеркнуто из Регистра Военных кораблей 24 августа 1923 года. Корабль был продан на металл в соответствии с Вашингтонским Военно-морским Соглашением, ограничивающим военно-морские вооружения.

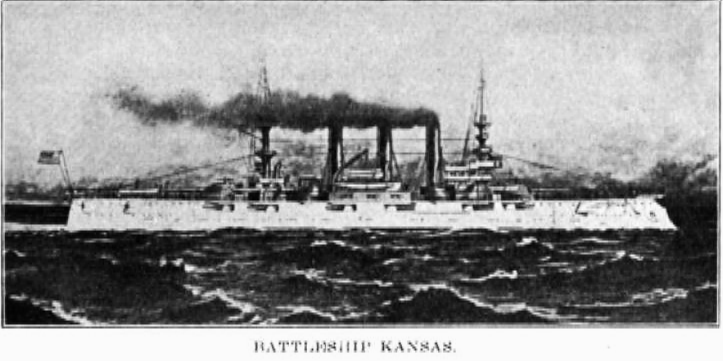
Броненосец Канзас в 1912 году